# Mensa (eetgelegenheid)
Mensa (een afkorting van de Latijnse benaming mensa academica), ook wel studentenrestaurant of studentenresto, is een eetgelegenheid waar studenten en doorgaans ook personeelsleden van een universiteit of hogeschool een warme maaltijd kunnen komen eten. Meestal zijn dat zelfbedieningsrestaurants. Naast restaurants baten veel scholen ook een cafetaria of snackbar uit.
Een mensa kan onderdeel zijn van een universiteit, maar ook veel studentenverenigingen hebben een eigen mensa. De naam stamt van het Latijnse woord mensa dat 'tafel' betekent. In een mensa worden voor een studententarief maaltijden verzorgd. Eerder vormde een mensa een simpele gaarkeuken, maar gaandeweg zijn mensa's te vergelijken met restaurants waarbij voedsel wordt aangeboden tegen prijzen die studenten zich kunnen veroorloven.